# Krásnovce
Krásnovce (bis 1927 slowakisch „Krasnovce“; ungarisch Karaszna – bis 1907 Krásznóc) ist eine Gemeinde im Osten der Slowakei mit 619 Einwohnern (Stand 31. Dezember 2024), die zum Okres Michalovce, einem Teil des Košický kraj, gehört und in der traditionellen Landschaft Zemplín liegt.

## Geographie
Die Gemeinde befindet sich in der Ostslowakischen Ebene im Ostslowakischen Tiefland, auf einem alten Aggradationsdeich des Laborec. Das Ortszentrum liegt auf einer Höhe von 109 m n.m. und ist fünf Kilometer von Michalovce entfernt.
Nachbargemeinden sind Michalovce (Stadtteil Močarany) im Norden, Nordosten und Osten, Lastomír im Südosten, Šamudovce im Süden und Pozdišovce im Westen.

## Geschichte
Krásnovce wurde zum ersten Mal 1403 als Crasna schriftlich erwähnt, weitere historische Bezeichnungen sind unter anderen Crazna (1422), Krazna (1428), Krasnowcze (1773) und Krásnowce (1808). Das Dorf war Teil der Herrschaft von Pozdišovce, im 18. Jahrhundert wurde es Besitz der Familien Szirmay und Thuránszky. 
1715 gab es vier Haushalte. 1787 hatte die Ortschaft 36 Häuser und 376 Einwohner, 1828 zählte man 50 Häuser und 380 Einwohner, die als Landwirte tätig waren. Die Einwohner nahmen am Ostslowakischen Bauernaufstand von 1831 teil. Von 1890 bis 1900 wanderten viele Einwohner aus. 
Bis 1918/1919 gehörte der im Komitat Semplin liegende Ort zum Königreich Ungarn und kam danach zur Tschechoslowakei beziehungsweise heute Slowakei.

## Bevölkerung
| Jahr                | 1994 | 2004    | 2014    | 2024    |
| ------------------- | ---- | ------- | ------- | ------- |
| Anzahl der Personen | 575  | 596     | 617     | 619     |
| Unterschied         |      | +3,65 % | +3,52 % | +0,32 % |

| Jahr                | 2023 | 2024    |
| ------------------- | ---- | ------- |
| Anzahl der Personen | 628  | 619     |
| Unterschied         |      | −1,43 % |

Nach der Volkszählung 2011 wohnten in Krásnovce 609 Einwohner, davon 594 Slowaken, vier Russinen und drei Ukrainer. Acht Einwohner machten keine Angabe zur Ethnie.
237 Einwohner bekannten sich zur römisch-katholischen Kirche, 131 Einwohner zur Evangelischen Kirche A. B., 101 Einwohner zur griechisch-katholischen Kirche, 80 Einwohner zur orthodoxen Kirche, 35 Einwohner zur reformierten Kirche, drei Einwohner zur apostolischen Kirche und ein Einwohner zur evangelisch-methodistischen Kirche. Ein Einwohner bekannte sich zu einer anderen Konfession, 11 Einwohner waren konfessionslos und bei neun Einwohnern wurde die Konfession nicht ermittelt.

## Bauwerke und Denkmäler
- kleiner Glockenturm

## Verkehr
Durch Krásnovce führt die Cesta III. triedy 3739 („Straße 3. Ordnung“) von Veľké Raškovce, Slavkovce und Hatalov heraus und weiter nach Močarany (Anschluss an die Cesta I. triedy 19 („Straße 1. Ordnung“)). Der nächste Bahnschluss ist die Haltestelle Michalovce zastávka in Močarany an der Bahnstrecke Michaľany–Łupków.